# Hallsfjärden
59°8′17″N 17°40′47″Ø / 59.13806°N 17.67972°Ø
Hallsfjärden er en fjord som er den nordlige fortsættelse af  Järnafjärden og Himmerfjärden, som forbinder den med  Østersøen. Den ligger vest for halvøen Södertörn og ligger mellem  Södertälje kommun og Botkyrka kommun, kommunegrænsen går midt i fjorden. Ved den vestlige side ligger blandt andet byen Pershagen. Hallsfjärden er en del af  Södertäljeleden der er en stærkt trafikeret vandvej, der forbinder Østersøen med søen Mälaren.
Hallsfjärden er den nordligste fjord ved indløbet til Södertälje, og slutter i nord i Södertälje havn ved Igelstabron. I Södertälje forbinder Södertälje kanal den med Mäleren. Fjorden er cirka 8 kilometer lang og cirka 500 meter bred på sit smalleste sted.
Eftersom Hallsfjärden var af strategisk betydning for Södertäljes søfart var den beskyttet af forsvarsanlægget Trindborgen ved  sundet Brandalsund mod syd. Der fandtes så sent som i 1860'erne et kanonbatteri.